# Phaegoptera pseudocatenata
Phaegoptera pseudocatenata är en fjärilsart som beskrevs av Lauro Travassos 1955. Phaegoptera pseudocatenata ingår i släktet Phaegoptera och familjen björnspinnare. Inga underarter finns listade i Catalogue of Life.